# 浑德仑淖尔
浑德仑淖尔(又称准伊和诺尔)是位于中国内蒙古自治区锡林郭勒盟东乌珠穆沁旗额仁高壁苏木境内的一个湖泊。其位置约为东经118°8′,北纬46°29′。湖面海拔820米，面积约2平方公里，主要沉积物为芒硝。浑德仑淖尔来自蒙古语，是横着的湖的意思。